# Land der Berge, Land am Strome
Land der Berge, Land am Strome este imnul național din Austria.

## Textul imnului
| În limba germană                     |  | Traducere în română                          |
| ------------------------------------ |  | -------------------------------------------- |
| Land der Berge, Land am Strome,      |  | Țară a munților, țară pe malul fluviului,    |
| Land der Äcker, Land der Dome,       |  | Țară a ogoarelor, țară a catedralelor,       |
| Land der Hämmer zukunftsreich!       |  | Țară a ciocanelor, cu un viitor bogat!       |
| Heimat bist du großer Söhne,         |  | Ești patria unor fii măreți                  |
| Volk begnadet für das Schöne,        |  | Popor binecuvântat cu simțul frumosului,     |
| Vielgerühmtes Österreich,            |  | Preamărită Austria,                          |
| Vielgerühmtes Österreich!            |  | Preamărită Austria!                          |
| *                                    |  | *                                            |
| Heiß umfehdet, wild umstritten,      |  | Mult râvnită, mulți s-au luptat pentru tine, |
| Liegst dem Erdteil du inmitten       |  | Te afli în mijlocul unui continent           |
| Einem starken Herzen gleich.         |  | Precum o inimă puternică.                    |
| Hast seit frühen Ahnentagen          |  | Din vremuri străvechi                        |
| Hoher Sendung Last getragen,         |  | Ai purtat povara unei misiuni mărețe,        |
| Vielgeprüftes Österreich,            |  | Mult încercată Austria,                      |
| Vielgeprüftes Österreich.            |  | Mult încercată Austria.                      |
| *                                    |  | *                                            |
| Mutig in die neuen Zeiten,           |  | Fără teamă, în vremi noi,                    |
| Frei und gläubig sieh uns schreiten, |  | Pășim liberi și încrezători,                 |
| Arbeitsfroh und hoffnungsreich.      |  | Cu dragoste de muncă și plini de speranță,   |
| Einig laß in Bruderchören,           |  | În cor frățesc, uniți,                       |
| Vaterland, dir Treue schwören.       |  | Patrie, îți jurăm credință,                  |
| Vielgeliebtes Österreich,            |  | Mult iubită Austria,                         |
| Vielgeliebtes Österreich.            |  | Mult iubită Austria.                         |

Autoarea versurilor: Paula von Preradović

## Melodia imnului
Cu nouăsprezece zile înainte de moartea sa, survenită pe 5 decembrie 1791, Wolfgang Amadeus Mozart a scris ultima sa lucrare completă: Freimaurerkantate [Cantata Masonică] KV 623. O parte din ediția tipărită a devenit ulerior cunoscută sub denumirea de Kettenlied KV 623a, căreia i s-a adăugat textul Brüder reicht die Hand zum Bunde.
Cercetări recente ale unor muzicologi de prestigiu arată că această melodie de fapt nu îi aparține lui Mozart, ci "Maestrului pianist" Johann Holzer (1753-1818) , frate de Lojă cu Mozart.
Pe 22 octombrie 1946, prin hotărâre a Consiliului de Miniștri al Austriei, cântecul "Bundeslied" de Wolfgang Amadeus Mozart a fost declarat ca melodie a imnului național.